# Biblioteca Municipal Adolfo Vienrich
Biblioteca Municipal Adolfo Vienrich es una biblioteca pública ubicada en la provincia de Tarma, fue fundada 28 de noviembre de 1920 día en que en esa provincia cumplía su centenario de independencia.

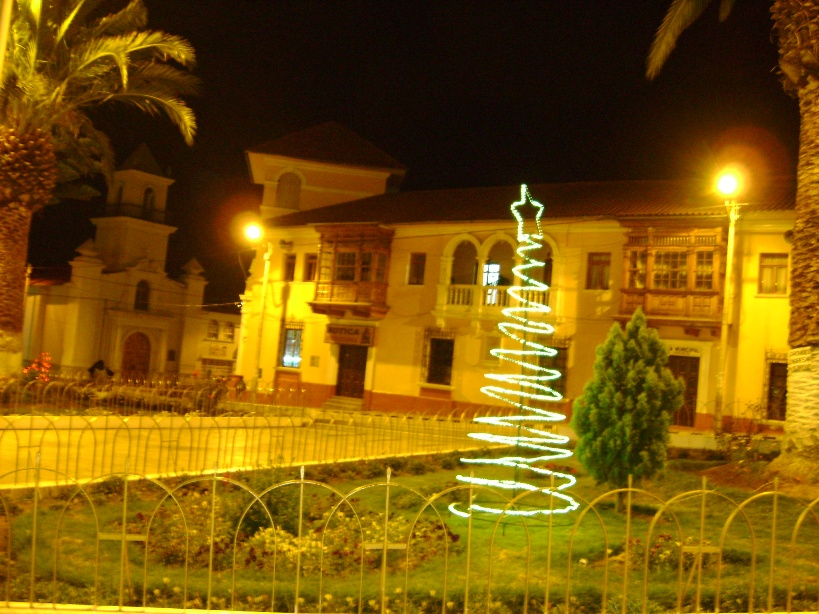
Biblioteca Adolfo Vienrich al lado del consejo municipal y plaza de Tarma

## Historia
Su fundación se dió el 28 de noviembre de 1920 día y año en que se conmemoraba el centenario de la provincia tarmeña. El nombre se debe al autor de Tarmapap Pachahuarainin que ya había fallecido en 1908 y dejado unas historias sobre esa ciudad.
En 1957 el centro universitario de cuya provincia dió al consejo municipal bastantes publicaciones de libros, revistas y periodísticas con que aumentan los materiales a consultar.
Viernes culturales
Desde 2017 todos los días viernes se lleva a cabo Viernes culturales en el que participan estudiantes de inicial y primaria de distintos centros educativos acompañados de sus tutores o apoderados y realizan distintos actividades como talleres y cuentacuentos a estudiantes por parte de autores.
Concurso literario letras tarmeñas
El Concurso literario letras tarmeñas es un evento cultural a cargo de la municipalidad provincial de Tarma, Biblioteca Adolfo Vienrich, Casa de Cultura de Tarma y Centros culturales de esa ciudad y se lleva a cabo todos los años.